# Aspropyrgos
Aspropyrgos este un oraș în Grecia.

## Personalități născute aici
- Klavdia Papadopolou (cunoscută ca Klavdia, n. 2002), cântăreață.